# ストゥデントゥー・バルサス
『ストゥデントゥー・バルサス』（リトアニア語: Studentų balsas）は、リトアニア・カウナスで発行されていた隔週刊の学生新聞。1931年12月15日から1932年11月まで全16号が発行されていた。

## 歴史
発行元はヴィータウタス・マグヌス大学 (VDU) 学生民族主義団体「ネオ・リトアニア」。印刷は、カウナスのV・アトコチューナス印刷所およびヴィルニュス印刷所。1933年、『ストゥデントゥー・バルサス』に代わって雑誌『アカデミカス』が創刊された。
カジース・ダウゲラ、アンタナス・ディルジース、ダウマンタス・チバス、プラナス・ユオデイキス、スタシース・ポヴィライチュス、アンタナス・ヴァリュケナス、ヴィンツァス・ヴィレイシスらが出版に協力していた。
クレメンサス・ブルニュス、トマス・ブロニュス・ディルメイキス、カジース・クルリカスが編集。編集長はトマス・ブロニュス・ディルメイキス。